# Parafysoïd
Parafysoïden zijn steriele hyfen in vruchtlichamen van sommige schimmels. Soms groeien ze in de holten van het stroma vóór de ontwikkeling van de asci, en soms groeien ze samen met pseudoparafysen, die breder zijn. Bij Loculoascomycetidae zijn het de resten van de hyfen die zijn ontstaan bij het uitgroeien van de loculus (een loculus is bij bitunicate Ascomycetidae een holte in het stroma waar zich de hymenoforen bevinden. Sommige parafysoïden hebben tussenschotten en vormen anastomosen door het samengroeien van de schimmeldraden (bijvoorbeeld bij soorten van de familie Melanommataceae).
De parafysoïden behoren tot het hamatecium.